# Vallis Baade
La Vallis Baade è una struttura geologica della superficie della Luna.